# Convenția privind competența, legea aplicabilă, recunoașterea, executarea și cooperarea cu privire la răspunderea părintească și măsurile privind protecția copiilor
Convenția privind competența, legea aplicabilă, recunoașterea, executarea și cooperarea cu privire la răspunderea părintească și măsurile privind protecția copiilor a fost adoptată la Haga la data de 19 octombrie 1996 de către Conferința de la Haga privind dreptul internațional privat